# James McNeill
Timothy James McNeill (irisch Séamas Mac Néill; * 27. März 1869 in Glenarm, County Antrim; † 12. Dezember 1938 in London) war irischer Politiker und Diplomat.

## Biografie
James McNeill war ein jüngerer Bruder des irischen Nationalistenführers Eoin MacNeill. Vor dem Ersten Weltkrieg diente er beim Indian Civil Service in Kalkutta. Obwohl er am Osteraufstand 1916 nicht beteiligt war, wurde er in der Folge inhaftiert. Nach seiner Freilassung wurde er Vorsitzender des Dublin County Council und arbeitete für den Vorsitzenden der Provisorischen Irischen Regierung Michael Collins. 1927 wurde er auf Vorschlag sowohl Großbritanniens als auch Irlands zum zweiten Generalgouverneur des Irischen Freistaates ernannt. Obwohl selbst irischer Nationalist, kam es 1932 zum offenen Konflikt mit dem Präsidenten des Irischen Exekutivrates Eamon de Valera. Ziel der Politik Eamon de Valeras war die Minimierung der Bedeutung des irischen Generalgouverneurs. Nach einem Eklat, bei dem zwei Minister Eamon de Valeras einen Empfang bei der französischen Botschaft verließen, nachdem James McNeill hinzukam, und längeren Auseinandersetzungen in der Folge kam es am 1. November 1932 zum Rücktritt McNeills. Eamon de Valera versuchte danach, die Funktion des Generalgouverneurs in das Amt des obersten Richters des Supreme Court zu integrieren. Nachdem dies von den Briten abgelehnt worden war, kam der Vorschlag, die Befugnisse des Generalgouverneurs an ein Komitee zu übertragen, was ebenfalls nicht auf Zustimmung stieß. Nachdem klar war, dass eine Ernennung eines Nachfolgers unvermeidlich war, wurde Domhnall Ua Buachalla in das Amt berufen.